# Vire (rivier in Frankrijk)
De Vire is een rivier in Normandië, Frankrijk. Hij ontspringt in Chaulieu, op het punt waar drie departementen samenkomen: Manche, Calvados en Orne. Hij stroomt achtereenvolgens door de steden Vire Normandie en Saint-Lô en mondt uit in Het Kanaal in de baai des Vays. De benedenloop van de rivier werd gekanaliseerd en vormt de haven van Isigny-sur-Mer.
De belangrijkste zijrivieren zijn de Aure inférieur te Isigny-sur-Mer, de Elle te Airel, de Joigne te Saint-Lô, de Drôme te Pont-Farcy, de Souleuvre te Campeaux, de Breuvogne te La Graverie, de Dathée en de Allière te Vire.